# Johann Philipp von Stadion

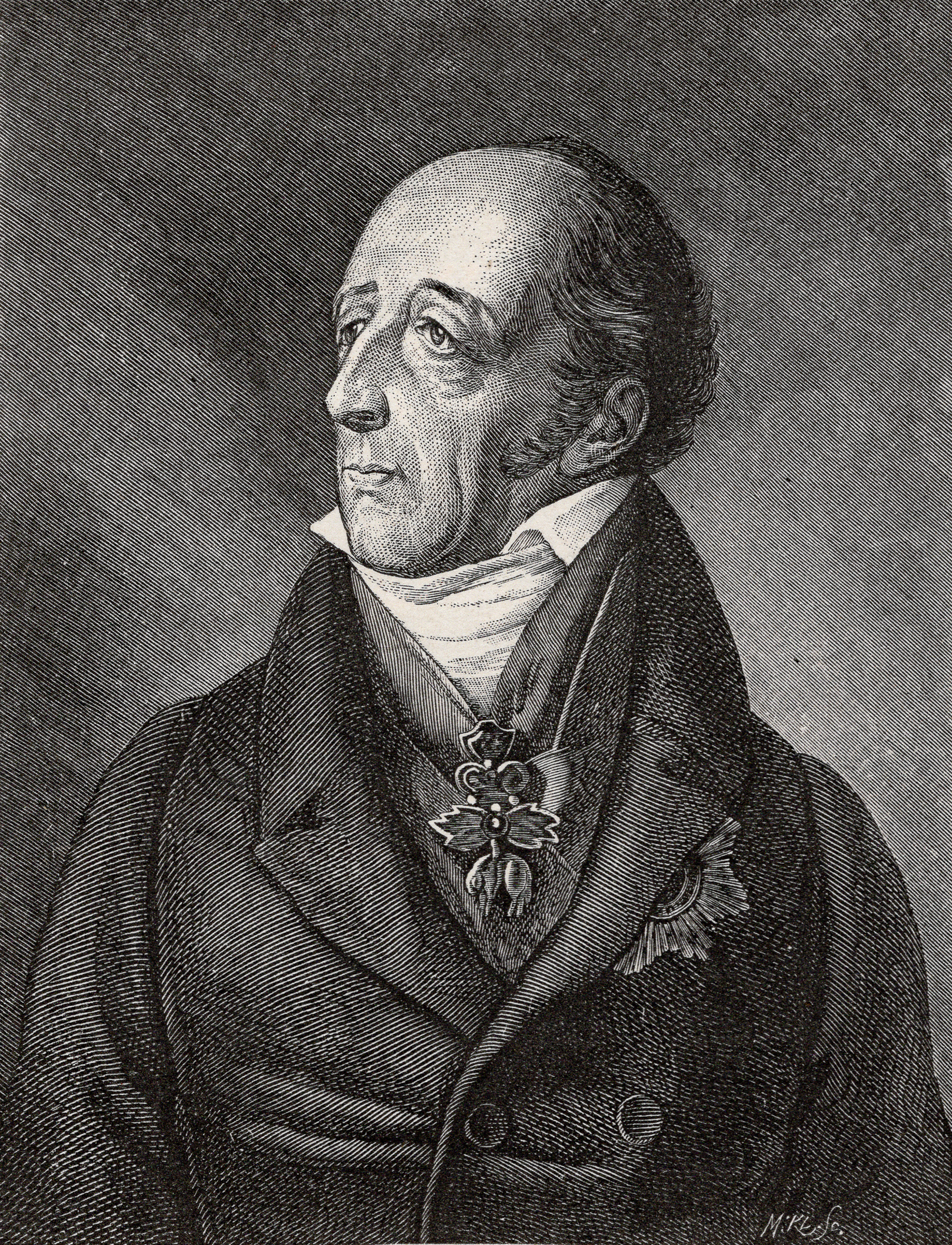
Johann Philipp von Stadion

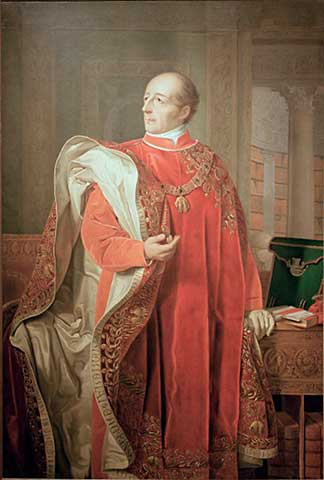
Johann Philipp von Stadion als Ritter im Orden vom Goldenen Vlies

Johann Philipp Karl Joseph Graf von Stadion (-Warthausen) (* 18. Juni 1763 in Warthausen; † 15. Mai 1824 in Baden bei Wien, zu Grabe gelegt in Klenčí in Böhmen) aus dem Geschlecht derer von Stadion, war österreichischer Staatsmann, Diplomat, Außen- und Finanzminister.

## Herkunft
Philipp von Stadion war der Sohn des kurmainzischen Hofrats Johann Franz Konrad von Stadion zu Warthausen und Thannhausen (1736–1787) und der Maria Ludovica geb. Zobel von Giebelstadt (1740–1803).
Stadions älterer Bruder Friedrich Lothar von Stadion (1761–1811) war Domkapitular in Mainz und Würzburg. Als österreichischer Gesandter von 1807 bis 1809 in München war dieser zeitweise Vormund der noch nicht volljährigen, aber verwaisten Louise von Sturmfeder, später Hofdame in Wien und Erzieherin des späteren österreichischen Kaisers Franz Joseph I. und seiner Brüder. Als Geistlicher hatte Friedrich Lothar auf sein Erstgeburtsrecht verzichtet. Dieses ging somit an Philipp Graf von Stadion über.
Philipp von Stadions Frau Maria Anna Gräfin von Stadion-Thannhausen (1774–1841) war die Tochter des Joseph Johann Nepomuk Georg von Stadion (* 2. Mai 1749 in Mainz; † 17. September 1814). Dieser war kurmainzischer Geheimrat und Obersilberkämmerer sowie Erztruchsess des Hochstiftes Augsburg und seit 1773 verehelicht mit Sophie Isabella Freiin von Wamboldt von Umstadt (1757–1843).
Aus der Ehe von Johann Philipp Karl Joseph und Maria Anna von Stadion entstammten acht Kinder, darunter: 
- Eduard  (1797–1844), k. k. Obristwachtmeister und Kämmerer
- Franz Seraph (1806–1853), wurde 1835 Haupterbe
- Rudolph (1808–1882), 1848 letzter Oberstburggraf von Böhmen, 1846 Majoratsherr des Hauses Stadion-Warthausen
- Adelheid (1804–1885) ⚭ Graf Karl von Lanckoroński-Brzezie  (1799–1863)

## Werdegang

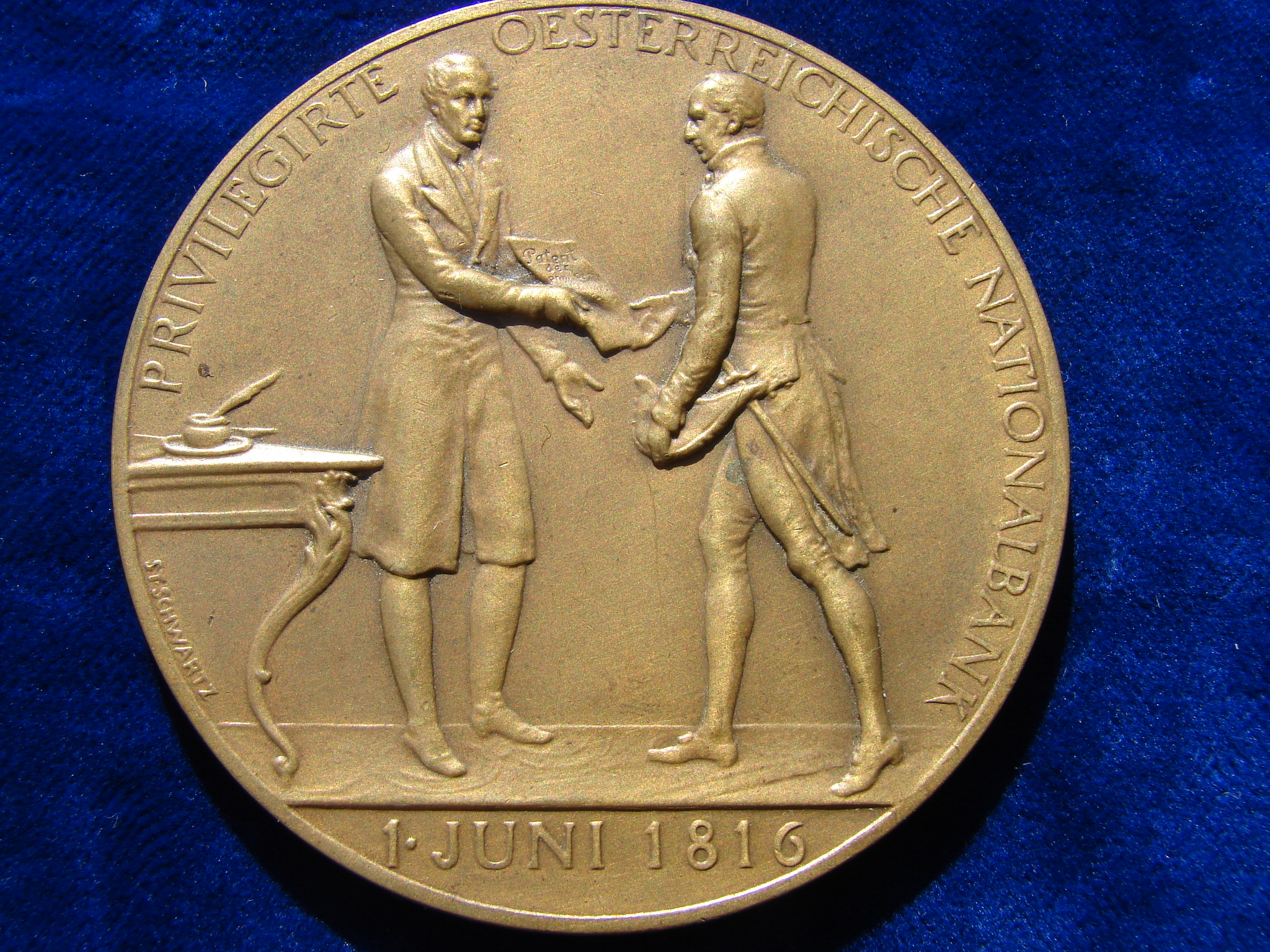
Graf von Stadion erhält von Kaiser Franz I. von Österreich das Patent zur Gründung der Österreichischen Nationalbank in Wien. Bronzemedaille zum 100. Jubiläum am 1. Juni 1916 von Stefan Schwartz, Vorderseite.

Nach einem Studium an der Universität Göttingen ging er mit seinem Bruder und dem gemeinsamen Erzieher und Hofmeister Joseph Hieronymus Karl Kolborn, mit dem ihn zeitlebens ein Vertrauensverhältnis verband, auf die damals übliche Bildungsreise der Grand Tour.
Stadion wurde Herr auf dem Fideikommiss Kauth und den weiteren Besitzungen in Westböhmen, comes palatinus, K.k. Geheimrat und Kammerherr, sodann Gesandter in Stockholm (1787–1790) und in London (1790–1793), wo er maßgeblich zum Eintritt Englands in die Koalitionskriege gegen das revolutionäre Frankreich beitrug. 1793 schied er unter Protest aus dem diplomatischen Dienst aus, als Kaiser Franz II. Polen an Preußen abtreten und die österreichischen Niederlande gegen Bayern tauschen wollte.
Im Jahre 1800 nahm er seinen Dienst als Botschafter in Berlin und ab 1803 in St. Petersburg wieder auf. In letzterer Position bewegte er den Zaren von Russland zum Eintritt in den Dritten Koalitionskrieg. 1805 wurde Graf Stadion zum österreichischen Außenminister ernannt und befasste sich aber vor allem mit den inneren Reformen des Schulwesens und der Verwaltung sowie mit der Wirtschaftsförderung und dem Aufbau eines Systems zur Volksbewaffnung, das gegen das napoleonische Frankreich eingesetzt werden sollte. Stadion riet Kaiser Franz II. 1803 das alte Reich aufzulösen, in der später enttäuschten Hoffnung, so den Rheinbund verhindern zu können. Am 6. August 1806 proklamierte Stadion die Erklärung Kaiser Franz II. zur Niederlegung der Reichskrone und löste damit das Heilige Römische Reich Deutscher Nation auf. Er war ein Befürworter des österreichischen Aufstands von 1809, der allerdings zusammenbrach, als sich Preußen nicht, wie Stadion gehofft hatte, daran beteiligte. In der Folge der österreichischen Niederlage wurde er als Außenminister durch Metternich abgelöst. Am 13. September 1813 verlieh ihm der preußische König Friedrich Wilhelm III. den Schwarzen Adlerorden.
Ab 1815 amtierte Graf Stadion als Finanzminister. Im Zuge seiner Neuordnung des Steuerwesens gründete er 1816 die Oesterreichische Nationalbank. Außenpolitisch stand er im Konflikt mit Kaiser Franz II. und Außenminister Metternich, da er einen anders organisierten deutschen Staatenbund unter österreichischer Führung favorisierte.
Von 1815 bis zu seinem Tod gehörte Stadion – da er auch Graf von Warthausen war – als Standesherr den Württembergischen Ständeversammlungen an.

## Ehrungen

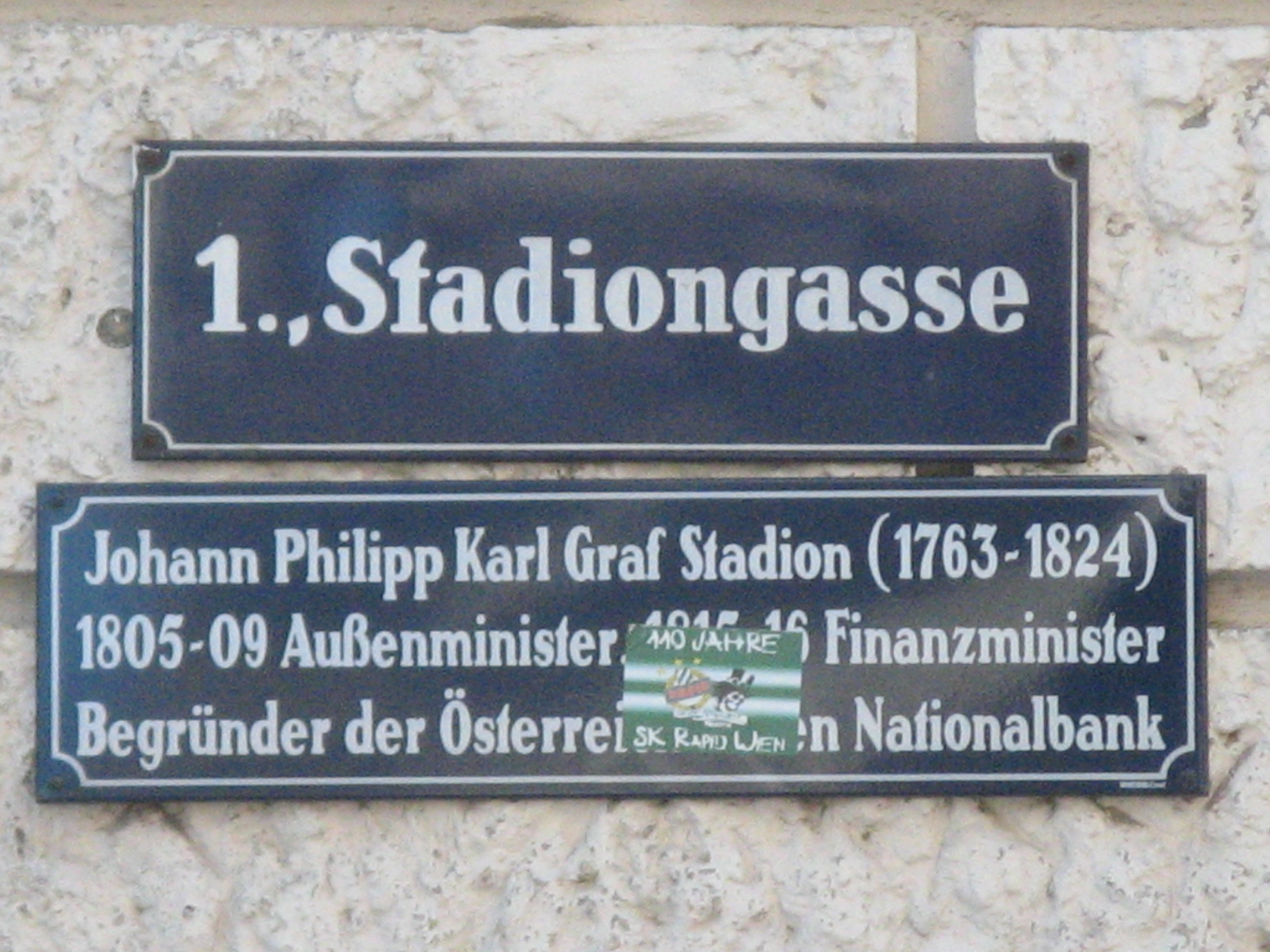
Stadiongasse im 1. Wiener Gemeindebezirk

- 1874 wurde die Stadiongasse im 1. Wiener Gemeindebezirk Innere Stadt nach von Stadion benannt.
- Seit 1897 trägt das Hotel Graf Stadion in der Buchfeldgasse Nr. 5 im 8. Wiener Gemeindebezirk Josefstadt seinen Namen.